# Trithrinax
Trithrinax ist eine Pflanzengattung innerhalb der Familie der Palmengewächse (Arecaceae). Die etwa drei Arten kommen in Südamerika vor.

## Beschreibung

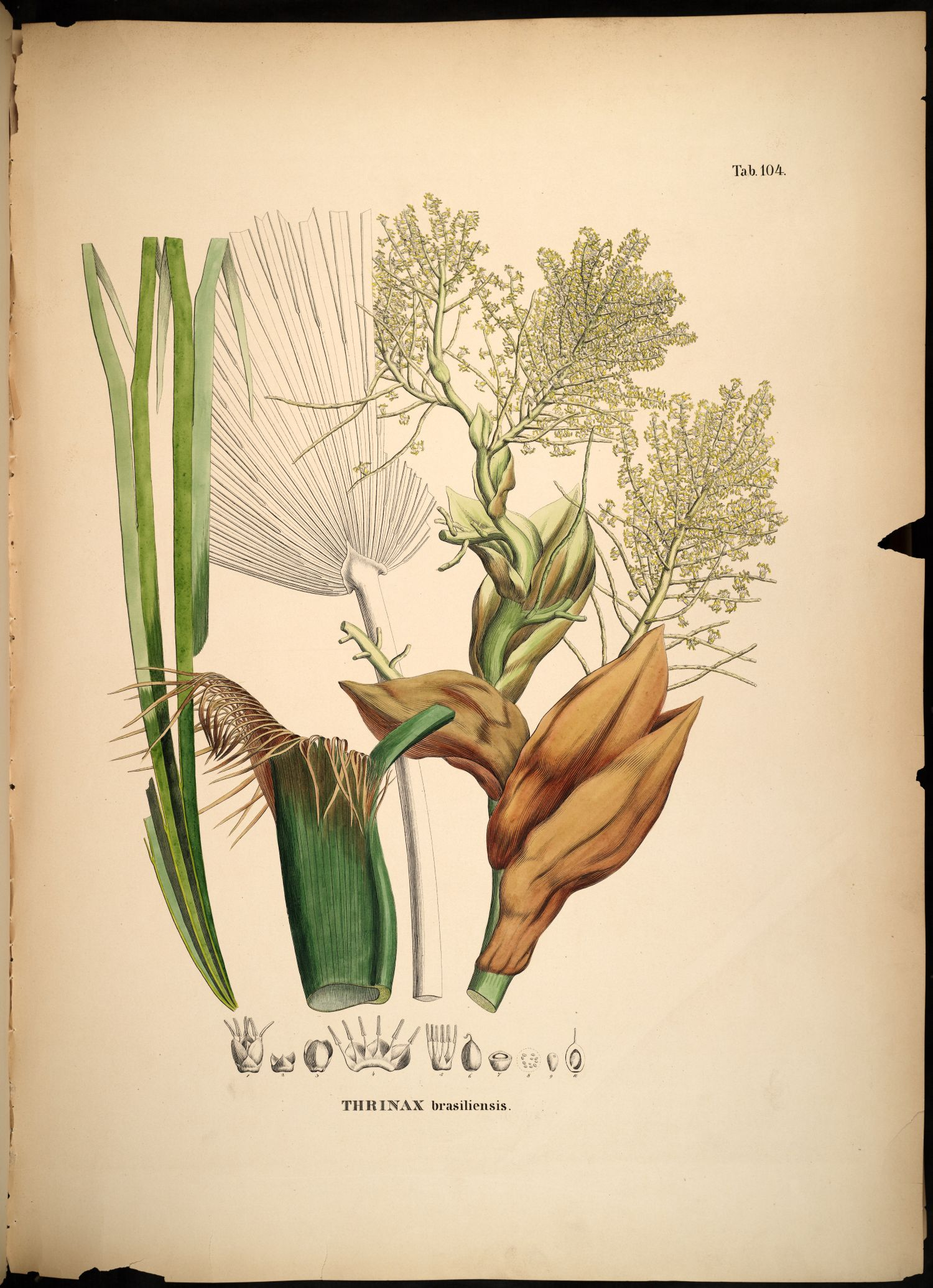
Illustration von Trithrinax brasiliensis

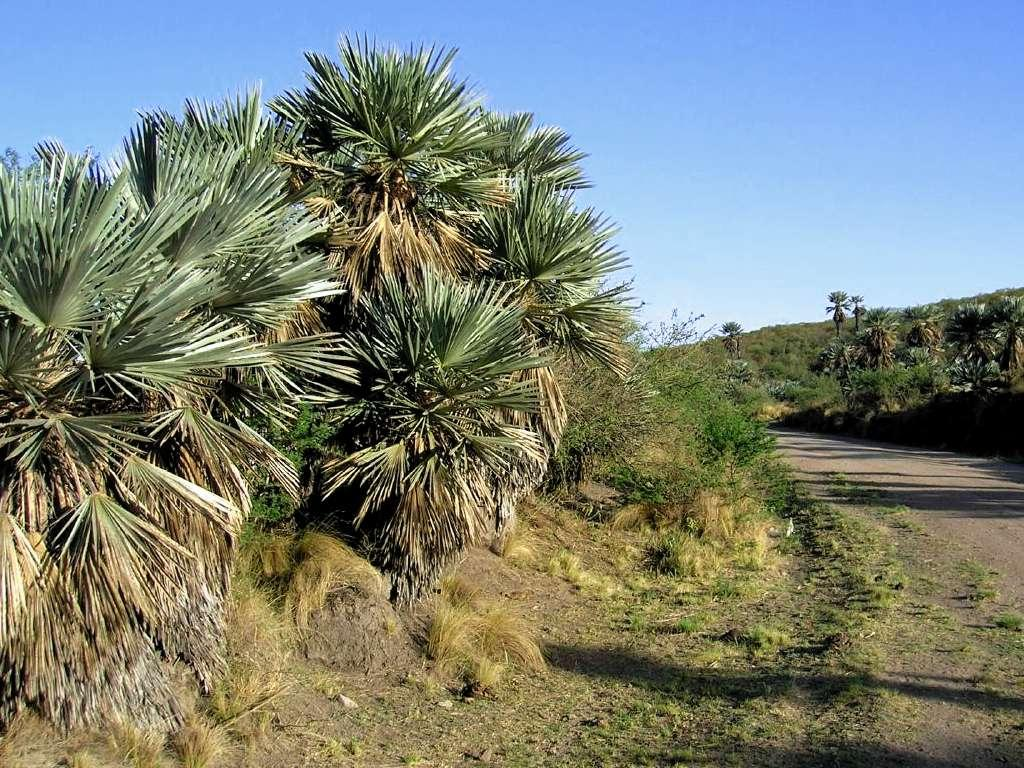
Habitus von Trithrinax campestris

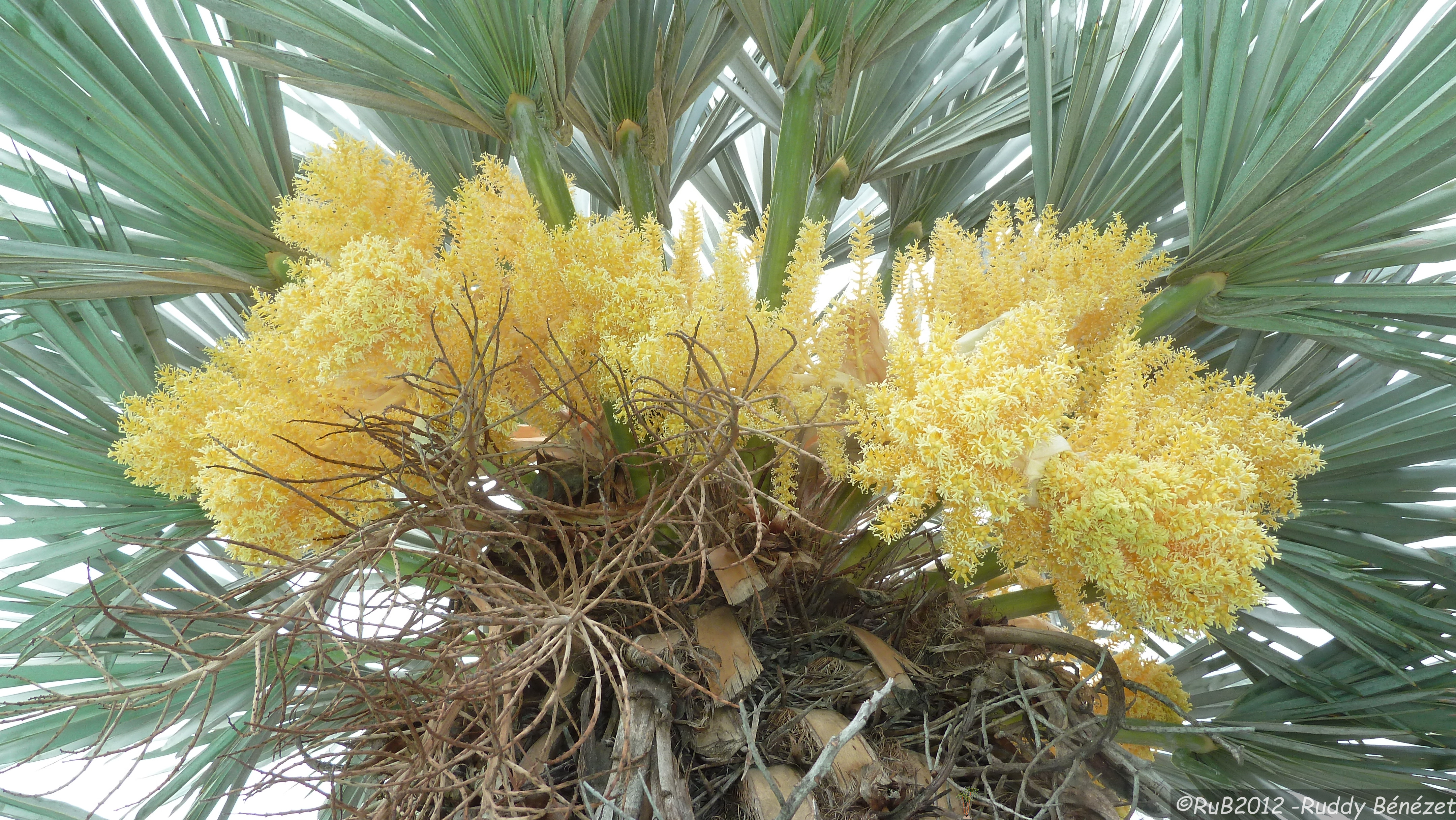
Blütenstände von Trithrinax campestris

### Vegetative Merkmale
Trithrinax-Arten sind einzelstämmige oder mehrstämmige, Fächerpalmen. Sie sind bewehrt. Der Stamm ist aufrecht und mit den ausdauernden, faserigen, teils stacheligen Blattscheiden bedeckt.
Die Blätter sind fächerförmig, induplicat (v-förmig) gefaltet und vertrocknen an der Pflanze. Die Blattscheide ist röhrig und trocknet zu einem faserigen, teils verholzten Netzwerk ein; die oberen Fasern wandeln sich zu steifen Stacheln um. Die Blattspreite ist fächerförmig bis fast kreisrund, sie ist nicht oder nur wenig costapalmat (Blattstiel reicht in die Spreite hinein). Die Spreite ist in zahlreiche, einfach gefaltete, steife Segmente zerteilt. Die Blattoberseite ist kahl, die Unterseite ist mit Wachs bedeckt und behaart.

### Generative Merkmale
Trithrinax-Arten blühen mehrmals und sind zwittrig. Der Blütenstand steht einzeln und zwischen den Blättern. Er ist eher kurz bis mittelgroß, creme-farben und dreifach verzweigt. Der Blütenstandsschaft ist kurz.
Die zwittrigen Blüten sind dreizählig. Die Kelchblätter sind etwa bis zur Hälfte ihrer Länge verwachsen. Die Staubblätter besitzen lange, freie Staubfäden, die mehr als doppelt so lang wie die Krone sind. Es gibt zwei, drei oder vier Fruchtblätter.
Die Frucht ist einsamig, weiß und kugelig. Der Narbenrest steht apikal, die nicht entwickelten Fruchtblätter stehen basal. Das Exokarp ist glatt, das Mesokarp fleischig und das Endokarp ist dünn und papiern. Der Same ist frei, kugelig und hat ein kreisrundes Hilum (Narbe).
Die Chromosomenzahl beträgt 2n = 36.

## Vorkommen
Trithrinax-Arten kommen in Südamerika in den Ländern Bolivien, im westlichen tropischen und südlichen Brasilien, in Paraguay, Uruguay und in Argentinien vor.
Trithinax schizophylla wächst in sandigen Marschen und an Flussufern, die anderen Arten auf trockenen Standorten.

## Systematik
Die Gattung Trithrinax wurde 1837 durch Carl Friedrich Philipp von Martius in Historia Naturalis Palmarum, Band 2, Seite 149 aufgestellt. Der Gattungsname Trithrinax setzt sich aus der Zahl tri für „drei“ und dem Gattungsnamen Thrinax zusammen; eine Erklärung für den Namen hat der Erstbeschreiber Carl Friedrich Philipp von Martius nicht gegeben.
Die Gattung Trithrinax Mart. gehört zur Tribus Cryosophileae in der Unterfamilie Coryphoideae innerhalb der Familie Arecaceae. Ihre systematische Stellung innerhalb der Tribus ist 2008 noch nicht geklärt.
Es gibt etwa drei Arten:
- Trithrinax brasiliensis Mart.: Es gibt zwei Varietäten:[1]
  - Trithrinax brasiliensis Mart. var. brasiliensis: Sie kommt im zentralen bis südlichen Teil des brasilianischen Bundesstaat Rio Grande do Sul und in Uruguay vor.[1]
  - Trithrinax brasiliensis var. acanthocoma (Drude) Mattos (Syn.: Trithrinax acanthocoma Drude): Sie kommt im südöstlichen Paraguay sowie südlichen Brasilien vor.[1]
- Trithrinax campestris (Burmeist.) Drude & Griseb.: Sie kommt in Argentinien und nördlichen Uruguay vor.[1]
- Trithrinax schizophylla Drude: Es gibt zwei Varietäten:[1]
  - Trithrinax schizophylla var. biflabellata (Barb.Rodr.) Á.Cano & F.W.Stauffer Sie kommt im brasilianischen Bundesstaat Mato Grosso do Sul sowie nordöstlichen Argentinien vor.[1]
  - Trithrinax schizophylla Drude var. schizophylla: Sie kommt in östliche Bolivien, Paraguay sowie nordwestlichen Argentinien vor.[1]

Fossile Blüten sind aus dem Bernstein der Dominikanischen Republik bekannt. Sie werden zeitlich ins mittlere Eozän bis ins mittlere Miozän eingeordnet und wurden als Trithrinax dominicana beschrieben.

## Nutzung
Die Stämme werden als Bauholz verwendet, die Blätter zum Dachdecken. Die Blattscheiden wurden in der Vergangenheit als Filter benutzt. Die Früchte werden frisch gegessen oder fermentiert. Die Samen können als Öllieferant genutzt werden. Trithrinax campestris wird verbreitet als Zierpflanze gepflanzt, sie ist kälte- und trockentolerant.

## Belege
- John Dransfield, Natalie W. Uhl, Conny B. Asmussen, William J. Baker, Madeline M. Harley, Carl E. Lewis: Genera Palmarum. The Evolution and Classification of Palms. Zweite Auflage, Royal Botanic Gardens, Kew 2008, ISBN 978-1-84246-182-2, S. 222f.